# Jacques Louis Nyst
Jacques Louis Nyst (* 1942 in Liège; † 1995) war ein belgischer Videokünstler.

## Leben und Werk
Jacques Louis Nyst wurde 1942 in Lüttich geboren. Er studierte an der Real Academia de Bellas Artes de San Fernando und der Royal Academy of Fine Arts Liège und lehrte dort später als Professor für Zeichnung und Videokunst.
In den Rollen von „Professor Codca“ und „Thérèsa Plane“ („J'ai la tête qui tourne/My Head is Spinning“ (1984), „Hyaloïde“ (1985) und „l'Image/The Image“ von 1987) führte Jacques Louis Nyst mit seiner Ehefrau, der Videokünstlerin Danièle Nyst (1942–1998) philosophische, oft witzige, intellektuelle Diskurse. Das Paar lebte und arbeitete in Sprimont in der Provinz Lüttich.

## Ausstellungen (Auswahl)
Die Werke von Jacques Louis Nyst und Danièle Nyst wurden international ausgestellt. Zu nennen sind: documenta 8, Kassel, Musée d’Art Moderne, Liège; Stedelijk Museum, Amsterdam; Palais des Beaux-Arts de Bruxelles, Brüssel; Tokyo International Film Festival, Tokio; Biennale von São Paulo, São Paulo; Museum of Modern Art, New York; Centre Georges Pompidou, Paris; The Institute of Contemporary Art, Boston; Musée d'art contemporain de Montréal; Biennale von Paris, Paris.